# 111
| 111                |
| ------------------ |
| Dødsfald - Fødsler |
|                    |

| Gregoriansk kalender | 111 CXI                 |
| Ab urbe condita      | 864                     |
| Armensk kalender     | I/T                     |
| Kinesiske kalender   | 2807 – 2808 庚戌 – 辛亥 |
| Etiopisk kalender    | 103 – 104               |
| Jødisk kalender      | 3871 – 3872             |
| Hindukalendere       |                         |
| - Vikram Samvat      | 166 – 167               |
| - Shaka Samvat       | 33 – 34                 |
| - Kali Yuga          | 3212 – 3213             |
| Iransk kalender      | 511 BP – 510 BP         |
| Islamisk kalender    | 527 BH – 526 BH         |

Se også 111 (tal)